# 福島市道21号北沢又丸子線
福島市道21号北沢又丸子線（ふくしましどう21ごう きたさわまた まりこせん）は、福島県福島市にある市道であり、一級市道に指定されている。

## 概要
- 起点：福島市南沢又字下番匠田
- 終点：福島市本内字上台
- 全長：4.1932㎞
- 路線認定年月日：1983年2月8日[1]

福島市街地北部にて一級河川松川の北岸に沿い市街地を東西に横断する路線である。国道13号壁谷沢交差点から東側、終点の国道4号にかけての区間は沿線に福島県立福島商業高等学校があることから「福商通り」との通称で呼ばれることが多く、並木道の街路として現行の路線認定がなされて以降早期に整備された部分である。沿線は商業施設が多く立ち並び、朝夕ラッシュ時の混雑は激しい。
壁谷沢交差点より西側の区間は、国道13号福島西道路の延伸開通や福島北土地区画整理事業に伴う福島サティ（現イオン福島店）開業をはじめとした周辺地域の商業化交通量の増加が見込まれるため、JR東北本線壁谷沢踏切の除却と、従来の幅員4～5mの狭隘路からの拡幅といった改良事業が1998年度より事業化されている区間である。壁谷沢交差点側より第1工区（1,180m）、第2工区（600m）、第3工区(270m）にわけられ、このうちが第1工区が2004年度に、第2工区が2008年度に順次全線供用され、現在は起点側の第3工区が事業中である。なおこの区間は福島交通飯坂線と平面交差することとなり、周辺の2か所の踏切を閉鎖し統合するという形で従来の路線の南側に踏切の新設が行われる予定である。

## 道路施設
壁谷沢跨線橋
- 全長：28.9m
- 幅員：14.0m
- 形式：PC単純ホロー桁橋
- 竣工：2004年[5]

## 接続路線
- 福島県道3号福島飯坂線
- 国道13号福島西道路
- 国道13号（壁谷沢交差点）
- 国道4号（本内交差点）

## 沿線
- コープふくしまやのめ店
- 福島県立福島商業高等学校
- ヨークベニマル鎌田店